# Ichneumon constuprator
Ichneumon constuprator är en stekelart som beskrevs av Lichtenstein 1796. Ichneumon constuprator ingår i släktet Ichneumon och familjen brokparasitsteklar. Inga underarter finns listade i Catalogue of Life.